# روسيا الصغرى
وتعرف أيضاً بـ: «مالوروسيا». مصطلح جغرافي وتاريخي يستخدم لوصف مناطق أوكرانيا الحديثة. تطورت «روسيا الصغيرة» إلى مفهوم سياسي وجغرافي في روسيا، في إشارة إلى معظم أراضي أوكرانيا الحديثة قبل القرن العشرين. تم تطبيق المشتقات روسيا الصغرى بشكل شائع على الناس واللغة والثقافة في المنطقة.
قبل اندلاع الثورة البلشفية عام 1917، تبنى جزء كبير من النخبة في المنطقة هوية «روسية صغيرة» تنافس الهوية الأوكرانية المحلية. بعد انهيار الإمبراطورية الروسية في عام 1917، ومع اندماج الأراضي الأوكرانية في وحدة إدارية واحدة (جمهورية أوكرانيا الشعبية)، بدأ المصطلح في الانحسار عن الاستخدام الشائع. اليوم، يعتبر العديد من الأوكرانيين استخدام المصطلح مسيئًا.

## تاريخ التسمية
استخدم مصطلح مالوروسيا، بداية، في عام 1335، وذلك في رسالة وجهها يوري الثاني باليسلاف إلى قائد فرسان تيوتون، ديتريتش فون التنبورغ، بوصفه «حاكم عام روسيا الصغرى»، التابعة لمملكة غاليسيا ولودوميريا (أوكرانيا وبولندا حالياً).
كذلك، استخدمت التسمية في التقسيم الكنسي الذي اعتمده بطريرك القسطنطينية كاليستوس الأول، حين استحدث أبرشيتي «روسيا العظمى» التي ضمت مدينتي فلاديمير وكييف، و«روسيا الصغرى» التي ضمت مدينتي غاليتش ونوفغورادك.
بعد حقبة القرون الوسطى، غابت التسمية لفترة طويلة، بعد سقوط ممالك، وقيام أخرى، إلى أن استعيدت في أواسط القرن الثامن عشر.
ومنذ ذلك الوقت، باتت مالوروسيا تستخدم، بشكل رسمي وغير رسمي، بحسب الظروف السياسية، للدلالة على المناطق التي كانت تابعة للإمبراطورية الروسية في أوكرانيا، إلى أن أتت الثورة البلشفية في عام 1917، لتختفي التسمية مجدداً، بعدما حلّت مكانها تسمية أخرى هي «جمهورية أوكرانيا الاشتراكية السوفياتية».
ومع ذلك، ظل اسم مالوروسيا مستخدماً، في الحقبة السوفياتية، على نطاق ضيق، ضمن دائرة الملكيين والقوميين، وذلك حتى الثمانينيات.